# Şehzadeler
Şehzadeler ist eine Stadtgemeinde (Belediye) im gleichnamigen Ilçe (Landkreis) der Provinz Manisa in der türkischen Ägäisregion und gleichzeitig ein Stadtbezirk der 2012 geschaffenen Büyükşehir belediyesi Manisa (Großstadtgemeinde/Metropolprovinz). Seit der Gebietsreform 2013 ist die Gemeinde flächen- und einwohnermäßig identisch mit dem Landkreis.
Der Landkreis liegt im  Westen der Provinz, er grenzt im Westen und Norden an Yunusemre, im Osten an Saruhanlı und Turgutlu sowie im Süden an die Provinz Izmir. Durch den Bezirk verläuft von Nordwesten nach Südosten die Fernstraße D-250 von Menemen nach Turgutlu, ebenso eine Eisenbahnverbindung von der Westküste über Manisa nach Uşak. In der etwa gleichen Richtung durchfließt der Gediz den Kreis. Den südwestlichen Teil des Landkreises belegt der Spil Dağı, ein Ausläufer des Bergzugs Yamanlar Dağı mit dem 1513 Meter hohen Manisa Dağı.
In Akpınar (heute ein Mahalle), liegt am Hang des Sipylosgebirges (Spil Dağı) das hethitische Felsrelief von Manisa.
Mit dem Gesetz Nr. 6360, veröffentlicht im Amtsblatt Nr. 28489, wurde Manisa zur Büyükşehir belediyesi erklärt und gleichzeitig wurde der zentrale Landkreis in zwei neue Kreise aufgespalten: Şehzadeler im Südosten und Yunusemre im Nordwesten. Der Kreis Şehzadeler wurde aus neun Gemeinden (die Belediye Hacıhaliller, Hamzabeyli, Karaağaçlı, Karaoğlanlı, Sancaklıbozköy, Sancaklıiğdecik, Selimşahlar und Yeniköy), 23 Dörfern und 33 Mahalle der Provinzhauptstadt gebildet. Durch die Verwaltungsreform von 2013 wurden sämtliche Dörfer und die Mahalle der neun Belediye in Mahalle (Stadtviertel/Ortsteile) überführt. Deren Zahl lag nun bei 67, mit einem Muhtar als obersten Beamten.
Ende 2020 lebten durchschnittlich 2.509 Menschen in jedem der Mahalle, 10.893 Einw. im bevölkerungsreichsten (Şehitler Mah.).